# Endodesmia
Endodesmia là một chi thực vật có hoa trong họ Calophyllaceae.

## Loài
Chi Endodesmia gồm các loài: